# جين ليس
جين ليس هو كاتب أغاني ومترجم وكاتب وصحفي وشاعر كندي، ولد في 8 فبراير 1928 في هاميلتون في كندا، وتوفي في 22 أبريل 2010 في أوجي في الولايات المتحدة.

## وصلات خارجية
- جين ليس على موقع IMDb (الإنجليزية)
- جين ليس على موقع ميوزك برينز (الإنجليزية)
- جين ليس على موقع ديسكوغز (الإنجليزية)
- جين ليس على موقع قاعدة بيانات الفيلم (الإنجليزية)